# Denis et Scratch : déchaînés !
Denis et Scratch : déchaînés ! (Dennis & Gnasher : Unleashed !) est une série télévisée d'animation britannique basée sur Dennis the Menace de la bande dessinée britannique The Beano créée par David Law. La bande a été introduite pour la première fois en 1951. Elle a commencé à être diffusée sur CBBC le 6 novembre 2017 et est la troisième adaptation animée de la bande après Dennis and Gnasher et Dennis the Menace and Gnasher, ainsi que la quatrième au total. La série met en scène Freddie Fox dans le rôle de Dennis. Une deuxième saison a débuté le 13 juillet 2020.
En France la série a été diffusée en 2018-2019 sur Ludo sur France 4, puis rediffusée sur Okoo durant l'été 2023.

## Synopsis
La série suit Dennis la Menace, un enfant de 10 ans, et son chien Scratch, qui font équipe avec leurs amis Pieface, JJ et Rubi pour semer la pagaille dans Walter, Beanotown et l'école de Bash Street, dans un monde plein d'aventures et d'action où les règles ne font que se mettre en travers de la route.
Chaque épisode comprend également une courte section en 2D où les puces de Scratch racontent des blagues.

## Distribution
- Freddie Fox : Dennis
- Boris Hiestan : Scratch
- Rasmus Hardiker : Walter Brown
- Ryan Sampson : Peter "Pieface" Shepherd
- Kathryn Drysdale : Jemima "JJ" Jones
- Kelly-Marie Stewart : Rubidium "Rubi" von Screwtop

## Fiche technique
- Titre original : Dennis & Gnasher : Unleashed !
- Création : Boris Hiestand, basée sur les personnages de la bande dessinée The Beano
- Musique : Rob Lord, Graham Kearns, Mr Miller and Mr Porter (saison 2)
- Production : Karina Stanford-Smith
- Producteurs exécutifs : Michael Elson, Jo Allen et Tim Searle (Saison 2)
- Sociétés de production : Beano Studios, CBBC Production, Jellyfish Pictures
- Pays : Royaume-Uni
- Langue : anglais
- Durée : 11 minutes

## Production
La série a été annoncée pour la première fois le 8 juin 2016, lorsque The Beano a annoncé la création d'une entreprise dédiée aux médias basés sur The Beano. Dennis & Gnasher : Unleashed ! sera leur première production. Le 5 octobre 2016, il a été officiellement annoncé que la série serait diffusée sur CBBC en 2017 et la toute première image de Dennis en CGI a été publiée Le 17 mars 2017, Freddie Fox a été annoncé pour faire la voix de Dennis, un clip de la série a également été publié Le 3 juillet 2017, Rasmus Hardiker, Ryan Sampson, Kathryn Drysdale, Kelly-Marie Stewart et Joanna Ruiz ont tous été ajoutés à la distribution vocale et un autre clip a été publié.
La série a été annoncée pour un deuxième épisode le 12 février 2019, après le succès du premier Dennis & Gnasher : Unleashed ! saison 1 a reçu des nominations aux Kidscreen, aux British Animation awards et a été nommée pour un International Emmy.
La musique de la série a été composée par Rob Lord et Graham Kearns et le générique a été interprété par The Vaccines.

## Accueil
Au cours de sa première semaine, elle a été l'émission la plus regardée sur CBBC et le 10e programme le plus regardé par les 6-12 ans, avec The X Factor et Strictly Come Dancing.